# 1910 en chimie
Cet article présente les faits marquants de l'année 1910 en chimie.

## Évènements
- 7 mars : le chimiste français Georges Claude dépose un brevet d'éclairage au néon[1].
- 5 septembre :  Marie Curie et André Debierne présentent à l'Académie des sciences leurs travaux sur l'isolation du radium sous forme métallique[2].
- La dopamine est synthétisée pour la première fois par les chimistes britanniques George Barger et James Ewens (au Wellcome Laboratories, à Londres)[3],[4]

## Prix
- Prix Nobel de chimie : Otto Wallach en reconnaissance des services rendus à la chimie organique et à l'industrie chimique par ses travaux de pionnier dans le domaine des composés alicycliques[5],[6].
- Médaille Davy : Theodore William Richards sur la base de ses recherches sur la détermination des masses atomiques[7],[8].
- Médaille William-H.-Nichols : L. H. Baekeland[9]

## Naissances
- 13 janvier : Paul-Antoine Giguère (mort en 1987), professeur et chimiste canadien.
- 1er mars : Archer John Porter Martin (mort en 2002), chimiste britannique.
- 11 mars : Robert Havemann (mort en 1982), chimiste allemand.
- 6 avril : Barys Kit (mort en 2018), mathématicien, physicien et chimiste biélorusse.
- 12 mai : Dorothy Crowfoot Hodgkin (morte en 1994), chimiste britannique, Prix Nobel de chimie en 1964.
- 19 juin : Paul J. Flory (mort en 1985), chimiste américain, prix Nobel de chimie en 1974.
- 26 juin : Roy Plunkett (mort en 1994), chimiste américain, découvreur du téflon.
- 26 septembre : Pierre Barchewitz (mort en 1984), physicien français[10] spécialiste de chimie physique qui a enseigné à l'université d'Orsay

- 13 décembre : Charles Coulson (mort en 1974), chercheur en chimie britannique.
- 19 décembre : Maurice Daumas (mort en 1984), chimiste et historien français.

## Décès
- 17 janvier : Friedrich Kohlrausch (né en 1840), physicien allemand et figure centrale dans l'histoire de l'électrochimie.
- 3 avril[11] : Richard Abegg (né en 1869), chimiste allemand.
- 10 mai : Stanislao Cannizzaro (né en 1826), chimiste italien.
- 15 août : Constantin Fahlberg (né en 1850), chimiste russe.
- 19 août : Alexandre Zaïtsev (né en 1841), chimiste organicien russe.

- 10 septembre : Zdenko Skraup (né en 1850), chimiste tchèque-autrichien.
- 11 septembre : Heinrich Caro (né en 1834), chimiste allemand.

- 2 novembre : William Henry Brewer (né en 1828), chimiste, géologue et botaniste américain.
- 19 novembre : Rudolph Fittig (né en 1835), chimiste allemand.